# Dictionnaires chinois
 (12 juillet 2024).

Page du manuscrit de Dunhuang (probablement du VIIIe siècle) du Yiqiejing yinyi, le plus ancien dictionnaire chinois de terminologie bouddhiste.

Les dictionnaires chinois remontent à la dynastie Han, c'est-à-dire à environ 2000 ans, ce qui en fait la langue qui a la plus ancienne tradition lexicographique.
La notion de dictionnaire chinois est compliquée par le fait que le chinois est écrit en caractères ou logogrammes et non avec un système alphabétique, et qu'il n'existe donc pas de possibilité de classement alphabétique des mots chinois sans passer d'abord par un système de transcription phonétique, ni d'accès aux caractères sans les ranger en catégories et sous-catégories via un système de classement spécifique. C'est pourquoi il existe en chinois trois systèmes d'ordre lexicographique complémentaires : les catégories sémantiques, les composants graphiques et les prononciations.
Étant donné cette complexité, et la longue histoire de la lexicographie chinoise, il existe des centaines de dictionnaires pour les langues chinoises.

## Terminologie
Le terme général císhū (辭書, "livres lexicographiques") englobe sémantiquement les notions de "dictionnaire", "lexique", "encyclopédie" et "glossaire". La langue chinoise a deux mots pour "dictionnaire" proprement dit : zìdiǎn (字典, dictionnaire de caractères / logographe) pour les formes écrites, c'est-à-dire les caractères chinois, et cidian (dictionnaire de mots / expressions), pour les formes parlées.
Le mot zìdiǎn (字典) combine les caractères zi ( 字 "caractère, graphique ; lettre, script, écriture; mot") et dian ( 典 "dictionnaire, encyclopédie; standard, règle ; statut, canon ; allusion classique").
Pour les dictionnaires de mots, cidian est interchangeable ( 辭典 / 辞典; cídiǎn ; "dictionnaire de mots") ou ( 詞典 / 词典; cídiǎn ; "dictionnaire de mots"); en utilisant cí ( 辭 ; "mot, discours; phrase, expression ; diction, phraséologie ; déclaration ; une sorte de prose poétique ; départ ; déclin ; démission"), et sa variante graphique cí ( 詞 ; "mot, terme ; expression, expression ; discours, déclaration ; partie du discours ; une sorte de poésie tonale "). Zidian est un mot beaucoup plus ancien et plus courant que cidian, et Yang note que zidian est souvent utilisé à la fois pour "dictionnaire de caractères" et "dictionnaire de mots".

## Lexicographie chinoise traditionnelle
Les précurseurs des dictionnaires chinois sont des listes de mots conçues pour les étudiants de caractères chinois. Les premiers d'entre eux ne nous sont parvenus que sous forme de fragments ou de citations dans des textes classiques chinois. Par exemple, le Shizhoupian a été compilé par un ou plusieurs historiens à la cour du roi Xuan de Zhou (régnant de 827 à 782 avant J.-C.), et a été la source des variantes 籀文 zhòuwén répertoriées dans le dictionnaire Shuowen Jiezi de la dynastie Han. Les « chapitres de Cang Jie » du Cangjiepian, prototype de tous les dictionnaires chinois, ainsi nommé en l'honneur de Cang Jie, l'inventeur légendaire de l'écriture chinoise, ont été édités par Li Si et ont contribué à normaliser le script du petit sceau pendant la dynastie Qin .
Le classement ou l'ordre lexicographique d'un dictionnaire dépend généralement de son système d'écriture. Pour une langue écrite dans un alphabet ou un syllabaire, les dictionnaires sont généralement classés par ordre alphabétique. Dans son dictionnaire de la langue anglaise, Samuel Johnson posait comme définition du terme dictionnaire "un livre contenant les mots de n'importe quelle langue dans l'ordre alphabétique, avec des explications de leur signification". Cette définition ne peut être appliquée aux dictionnaires chinois, car le chinois est écrit en caractères ou logogrammes. Cela n'a pas empêché les Chinois de composer des dictionnaires. Pour cela, ils ont développé trois systèmes d'ordre lexicographique: les catégories sémantiques, les composants graphiques et les prononciations.

### Dictionnaires organisés par catégories sémantiques
L'organisation par catégories sémantiques a été premier système utilisé par les Chinois, dès le troisième siècle avant notre ère : le Erya (爾雅 "Approaching Correctness") est le plus ancien dictionnaire chinois existant. Il a été réalisé à partir d'une compilation de gloses de textes classiques remontant à une période antérieure à la dynastie Qin. Il contient des listes de synonymes classés en 19 catégories sémantiques (par exemple, "explication des plantes", "explication des arbres"). Le dictionnaire de la dynastie Han Xiao Erya (小爾雅 « Le petit Erya ») réduit ces 19 chapitres à 13. Le Guangya (廣雅 « Erya étendu »), de la dynastie Wei du Nord, écrit au début du IIIe siècle de notre ère, est revenu aux 19 chapitres originaux du Erya. Vers 1080, le Piya (埤雅 « Complément de l'Erya ») de la dynastie Song, comporte 8 chapitres sémantiquement basés sur les noms des plantes et des animaux. Pour un utilisateur de dictionnaire qui souhaite rechercher un caractère, ce système sémantique arbitraire est insuffisant, à moins qu'il n'en connaisse déjà ou ne devine la signification.
Deux autres lexiques de la dynastie Han sont organisés de manière lâche par sémantique. Le Fangyan (方言 « Langues régionales ») du Ier siècle de notre ère est le plus ancien dictionnaire dialectal connu au monde. Le Shiming (釋名 « Explication des noms »), paru vers l'an 200 de notre ère, emploie la paronymie (ressemblance phonétique) pour déterminer les mots.

### Dictionnaires organisés graphiquement
Le deuxième système d'organisation des dictionnaires utilise des composants graphiques récurrents de l'écriture chinoise appelés radicaux. Le célèbre dictionnaire de sinogrammes datant de 100–121 de notre ère, le Shuowen Jiezi (說文解字 « Explication des caractères simples et analyse des caractères composés »), a rangé les caractères selon un système de 540 radicaux bushou (部首 « en-tête de section »). Le dictionnaire Yupian (玉篇 « Livre de Jade »), de la dynastie Liang, écrit en 543, les a réarrangés en 542. Le Zihui (字彙 "Glossaire de caractères"), édité par Mei Yingzuo (梅膺祚) en 1615 pendant la dynastie Ming, a simplifié le système des 540 radicaux Shuowen Jiezi en les réduisant à 214 radicaux. Il est également à l'origine du schéma de classement des caractères par le nombre de traits additionnels utilisés pour écrire le caractère en plus du radical. Le Zhengzitong de 1627 (正字通 « Un compendium des caractères correctes ») a également utilisé 214 radicaux. Finalement, en 1716, sous l'empereur Kangxi de la dynastie Qing, paraît le Kangxi Zidian (康熙字典 « Dictionnaire Kangxi »), qui devient le dictionnaire standard pour les caractères chinois et pérennise le système des 214 radicaux. Comme la plupart des caractères chinois sont sémantico-phonétiques (形聲字), sa méthode est généralement efficace et elle continue donc d'être largement utilisée de nos jours. Cependant, il peut être difficile de déterminer le radical de certains caractères. Pour compenser cela, un « tableau des caractères difficiles à rechercher » (難檢字表), organisé par nombre de traits des caractères, est généralement fourni.

### Dictionnaires organisés phonétiquement
Le troisième système d'ordonnancement lexicographique est la prononciation des caractères. Ce type de dictionnaire rassemble ses entrées par rime syllabique et tonalités, et comprend ce que l'on appelle un "dictionnaire de rimes". Le premier dictionnaire de rimes qui nous soit parvenu date de 601 de notre ère : c'est le Qieyun (切韻 "Couper (épeler) les rimes") de la dynastie Sui ; il est devenu la norme de prononciation du chinois moyen. Pendant la dynastie Song, il a été étendu pour donner le au 1011 CE Guangyun (廣韻 "Expanded Rimes", 1011 ap. JC) et le Jiyun (集韻 "Collected Rimes", 1037 ap. JC).
Le problème que pose l'utilisation de ces dictionnaires est que l'utilisateur doit avoir une connaissance préalable des rimes. Ainsi, ces dictionnaires ne peuvent être utilisés que par des lettrés.
Un grand nombre de dictionnaires modernes publiés aujourd'hui dans la Chine continentale organisent leurs entrées par pinyin ou une autres méthode de romanisation, accompagné d'un index des radicaux. Certains de ces dictionnaires pinyin contiennent également des index des caractères classés par nombre et ordre de traits, par la méthode des quatre coins (四角碼) ou par la méthode Cangjie (倉頡碼).
Certains dictionnaires utilisent plusieurs de ces trois méthodes de classement. Par exemple, le Longkan Shoujian (龍龕手鑑) de la dynastie Liao utilise des radicaux regroupés par tonalité. Les caractères dépendant de chaque radical sont également regroupés par tonalité.

### Classifications fonctionnelles
Outre leur caractérisation par leurs méthodes de classement, les anciens dictionnaires chinois peuvent également être classés selon leurs fonctions. Dans les subdivisions bibliographiques traditionnelles de la collection impériale Siku Quanshu, les dictionnaires étaient classés comme appartenant à xiǎoxué (小學, lit. « petit apprentissage », l'équivalent prémoderne de la linguistique), qui contrastait avec dàxué (大學, « grand apprentissage », c'est-à-dire un apprentissage qui avait des implications morales). Xiaoxue était divisé en textes traitant de xùngǔ (訓詁, "exégèse", comparable à la philologie actuelle), wénzì (文字, "script", analogue à la grammatologie), et yīnyùn (音韻, « sons et rimes », comparable à la phonologie).
Les xungu, parfois appelé yǎshū (雅書, « livre de mots »), comprend Erya et ses descendants. Ces dictionnaires exégétiques se concentrent sur l'explication des significations des mots que l'on trouve dans les classiques chinois.
Les dictionnaires Wenzi, appelés zìshū (字書 « livre de caractères »), comprennent Shuowen Jiezi, Yupian, Zihui, Zhengzitong et Kangxi Zidian. Ce type de dictionnaire, axé sur la forme et la structure des caractères, englobe à la fois les « dictionnaires d'orthographe », tels que le Ganlu Zishu (干祿字書) de la dynastie Tang, et les « dictionnaires d'écriture », tels que le Liyun (隸韻) de la dynastie Song. Bien que ces dictionnaires se concentrent sur les propriétés graphiques des caractères chinois, ils ne rassemblent pas nécessairement les caractères par radical. Par exemple, Liyun est un dictionnaire d'écriture de clercs rassemblé par ton et rime.
Le type Yinyun, appelé yùnshū (韻書 « livre de rimes »), se concentre sur les prononciations des caractères. Ces dictionnaires sont toujours ordonnés par rimes.
Point remarquable, les dictionnaires chinois traditionnels antérieurs au XXe siècle ci-dessus se concentraient sur les significations et les prononciations des mots dans les textes classiques, et ils ignoraient pratiquement la langue parlée et la littérature vernaculaire.

## Lexicographie chinoise moderne
Le Kangxi Zidian, qui est le dictionnaire chinois standard depuis des générations, est toujours publié et est maintenant en ligne. La lexicographie contemporaine est divisible entre les dictionnaires chinois bilingues et monolingues.

### Dictionnaires chinois bilingues

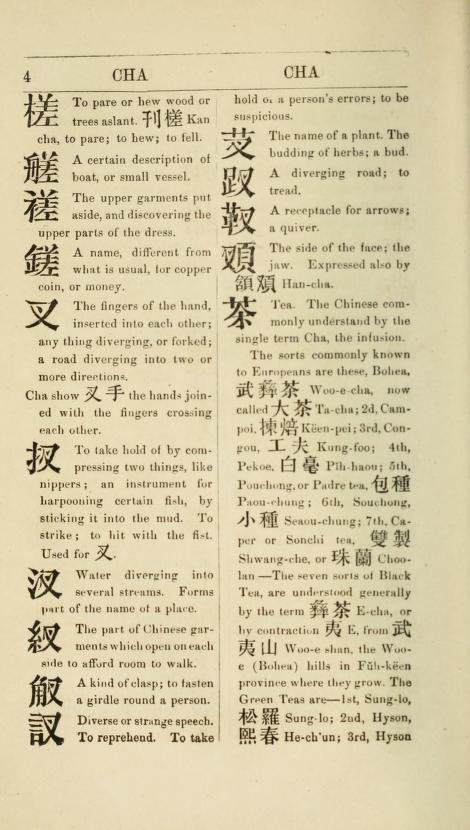
Une page de la réimpression de 1865 du dictionnaire chinois de Morrison, le premier grand dictionnaire chinois-anglais. Dans cette section, les mots sont classés par ordre alphabétique en fonction de la transcription du chinois par Morrison.

#### Dictionnaires chinois-latin
Les étrangers qui sont arrivés en Chine à la fin des dynasties Ming et Qing avaient besoin de dictionnaires à des fins différentes de celles des locuteurs natifs. Désireux d'apprendre le chinois, ils ont compilé les premiers livres de grammaire et des dictionnaires bilingues. Les occidentaux ont adapté l'alphabet latin pour représenter la prononciation chinoise et ont ordonné leurs dictionnaires en conséquence. Le franciscain Basile de Gemona a ainsi été l'auteur d'un dictionnaire latin-chinois de 7 000 idéogrammes avec la traduction correspondante portant le titre : « Hán-tzé-sin-yih », composé entre 1694 et 1699 à Nankin et qui circula sous forme de copies manuscrites et fut imprimé en un exemplaire pour la bibliothèque de Louis XIV. Il fut finalement imprimé sous forme d'un dictionnaire chinois-latin-français sous le nom de Chrétien-Louis-Joseph de Guignes en 1813 à Paris, avec l'approbation de Napoléon,.
Le missionnaire jésuite français Séraphin Couvreur publie en 1877 un nouveau dictionnaire latin, le Dictionarium linguae Sinicae latinum, cum brevi interpretatione gallica, ex radicum ordine dispositum.

#### Dictionnaires chinois-anglais
Deux traducteurs de la Bible ont édité les premiers dictionnaires chinois-anglais. Le missionnaire écossais Robert Morrison a écrit un ouvrage intitulé un dictionnaire de la langue chinoise comportant trois parties et recensant 47 035 mots vedettes, auquel il travailla de 1807 à 1823 :
- La première partie, publiée en 3 volumes en 1815, 1822 et 1823, est un dictionnaire chinois-anglais où les mots sont ordonnés selon les 214 radicaux de Kangxi,
- la deuxième partie, publiée en 2 volumes en 1819 et 1820, est un dictionnaire chinois-anglais où les mots sont ordonnés alphabétiquement, selon le système de transcription du chinois adopté par Morrison,
- la troisième partie, parue en 1822, est un dictionnaire anglais-chinois par ordre alphabétique des mots anglais.

Le missionnaire britannique Walter Henry Medhurst a ensuite publié un dictionnaire de dialecte hokkien (Min Nan) (1832) et un Dictionnaire chinois et anglais (1842). Les deux étaient défectueux dans leur représentation de certaines prononciations, telles que les sons aspirés. Le philologue et diplomate américain Samuel Wells Williams réalisa une comparaison méthodique des dialectes chinois dans son dictionnaire, A Syllabic Dictionary of the Chinese Language (1874), qui affinait ainsi les distinctions dans l'articulation et donnait à la fois la prononciation standard de Pékin et les variantes régionales.
L'officier consulaire et linguiste britannique Herbert Giles critica Williams comme « le lexicographe non pour l'avenir mais pour le passé » (Wilkinson 2013: 85), et travailla près de vingt ans à son propre dictionnaire A Chinese-English Dictionary (1892, 1912), que Norman (1988: 173) appelle « le premier dictionnaire chinois-anglais vraiment adéquat ». Il contenait 13 848 caractères et de nombreux composés, avec une prononciation basée sur le mandarin de Pékin, qu'il comparait avec neuf dialectes du sud tels que le cantonais, le hakka et le fuzhou. Il a été décrit comme « toujours intéressant en tant que référentiel du documentaire chinois tardif Qing, bien qu'il y ait peu ou pas d'indication des citations, principalement du zidian de Kangxi. » (Wilkinson 2013: 85). Giles a modifié le système de romanisation chinois de Thomas Francis Wade pour créer le système Wade-Giles, qui était standard dans les pays anglophones jusqu'à l'adoption du pinyin en 1979. Le dictionnaire Giles a été remplacé par le dictionnaire de 1931 du missionnaire australien Robert Henry Mathews . Le dictionnaire chinois-anglais de Mathews, qui était populaire depuis des décennies, était basé sur Giles et partiellement mis à jour par YR Chao en 1943 et réimprimé en 1960. (Wilkinson, 2013: 85)
Formés en linguistique structurale américaine, Yuen Ren Chao et Lien-sheng Yang ont publié en 1947 un Dictionnaire concis de chinois parlé (Concise Dictionary of Spoken Chinese (en)) qui mettait l'accent sur la langue parlée plutôt que sur la langue écrite. Les entrées principales étaient répertoriées dans le système de romanisation Gwoyeu Romatzyh et elles distinguaient les morphèmes libres des morphèmes liés . Des indications de prononciation non standard étaient également données, en marquant les arrêts finaux et les voisements initiaux, et la non-palatalisation dans les dialectes non-mandarin.
En 1957, le sinologue suédois Bernhard Karlgren publie un ouvrage marquant : sa Grammata Serica Recensa avec ses prononciations reconstituées pour le chinois moyen et le chinois archaïque.
La lexicographie chinoise a fait de grands progrès pendant les années 1970. En 1972, le traducteur Lin Yutang a publié un ouvrage d'une grande sophistication lexicologique Lin Yutang's Chinese-English Dictionary of Modern Usage (le Dictionnaire Chinois-Anglais d'Usage Moderne), qui est maintenant disponible en ligne. L'auteur Liang Shih-Chiu a édité deux dictionnaires complets : Chinois-Anglais (Liang et Fang 1971) avec plus de 8 000 caractères et 100 000 entrées, et Anglais-Chinois (Liang 1975) avec plus de 160 000 entrées.
Le linguiste et professeur de Chinois John DeFrancis a ensuite publié en 1996 un dictionnaire révolutionnaire donnant plus de 196 000 mots ou termes classés par ordre alphabétique en pinyin. L'utilisateur peut ainsi trouver de manière directe un terme dont il connaît la prononciation plutôt que de chercher par radical ou par structure de caractères, une méthode qui exige toujours de se faire en deux temps. Ce projet avait longtemps été préconisé par un autre partisan du pinyin, Victor H. Mair, dans son ouvrage paru en 1986 et intitulé The Need for an Alphabetically Arranged General Usage Dictionary of Mandarin Chinese.

#### Dictionnaires chinois-français
Le premier dictionnaire bilingue chinois à être imprimé a été le dictionnaire de Chrétien-Louis-Joseph de Guignes, publié en 1813 à Paris, basé sur le travail préalable du franciscain Basile de Gemona,.
L'un des principaux lexicographes français en chinois est le missionnaire jésuite Séraphin Couvreur, présent à partir de 1870 dans la province chinoise de Zhili (l’actuelle Yanxian, dans le Hebei). Il est l'auteur de plusieurs dictionnaires, dont un Dictionnaire classique de la langue chinoise, paru en 1930, qui a fait l'objet de nombreuses rééditions et de nombreuses traductions. Dans ce dictionnaire, il utilise son propre système de transcription du chinois, le système dit 'Couvreur', qui, adopté par l'École française d'Extrême-Orient, restera le plus utilisé pour la transcription phonétique du chinois en français, à l'égal du système Wade-Giles pour le monde anglophone, jusqu'à l'avènement du hànyǔ pīnyīn au milieu du XXe siècle.
Au XXIe siècle, le Grand Ricci, ou « Grand dictionnaire Ricci de la langue chinoise » (chinois simplifié : 利氏汉法辞典 ; chinois traditionnel : 利氏漢法辭典 ; pinyin : Lìshì Hàn-Fǎ cídiǎn ; litt. « Dictionnaire chinois-français Ricci »), du nom du missionnaire jésuite italien du XVIe siècle Matteo Ricci, est un dictionnaire chinois-français extrêmement complet puisqu'il contient 13 500 sinogrammes, et environ 300 000 entrées de termes ou expressions. Il s'agit donc du plus grand dictionnaire chinois-français jamais réalisé, et probablement de la plus grande encyclopédie du chinois vers une langue occidentale, à présent accessible sur tablettes et téléphones Android et Apple IOS via l'application Pleco (Pleco Software (en)). L'association Ricci prépare à présent une série de dictionnaires spécialisés.

### Dictionnaires chinois monolingues
Dès les débuts de la République de Chine en 1912, les enseignants et universitaires ont décidé de mettre à jour le dictionnaire bicentenaire Kangxi Zidian. Une révision complète est parue en 1915 (Zhonghua Da Zidian, 中華大字典 « Grand dictionnaire de caractères chinois »), incorporant la correction de plus de 4 000 erreurs présentes dans le Kangxi Zidian et l'addition de plus de 1 000 nouveaux caractères. La publication par Lu Erkui's en 1915 également de son Ciyuan (辭源 « Sources des mots ») a été une avancée majeure dans le domaine de la lexicographie chinoise, qui est considérée comme le premier « dictionnaire de mots chinois » (cídiǎn).
En 1936, Shu Xincheng publie son Cihai (辭海 « Mer de mots »), un dictionnaire encyclopédique couvrant les champs de la science, de la philosophie et de l'histoire, qui est resté un ouvrage de référence populaire et qui a connu de nombreuses éditions révisées.
En 1937 est paru le Guoyu cidian (國語辭典 « Dictionnaire de la langue nationale »), un « dictionnaire de mots » en 4 volumes qui ambitionnait de standardiser la prononciation du chinois moderne. Les entrées principales sont rangées selon une logique phonologique basée sur les transcriptions en système Zhuyin Fuhao et Gwoyeu Romatzyh. Le titre de l'ouvrage d'écrit ainsi dans ces systèmes : « ㄍㄨㄛㄩ ㄘㄉ一ㄢ » et « Gwoyeu tsyrdean ».
Le « Dictionnaire de caractères de la Nouvelle Chine » (Xinhua Zidian, 新华字典 ), publié en 1953 par Wei Jiangong est un dictionnaire de mots au format de poche, où les entrées sont rangées alphabetiquement en pinyin. Il n'utilise que 189 radicaux. C'est à ce jour l'ouvrage de référence le plus populaire au monde (Xinhua 2004). Sa 11e édition a été publiée en 2011.
Le « Dictionnaire de chinois moderne » (Xiandai Hanyu Cidian 现代汉语词典 ), publié en 1973 par Lu Shuxiang, est un dictionnaire de mots de taille intermédiaire, ordonné par caractères, romanisés en pinyin. Il liste des mots composés et des expressions et comptait à l'origine 56 000 entrées (augmenté à 70 000 dans l'édition de 2016). Comme le Xinhua zidian, il utilise un système réduit à 189 radicaux.
Deux grandes réussites de la lexicographies chinoise contemporaine sont le Hanyu Da Cidian (漢語大詞典 « Grand dictionnaire des mots chinois »), publié de 1986 à 1993, qui comporte plus de 370 000 mots et expressions regroupées sous 23 000 caractères différents, et le Hanyu Da Zidian (漢語大字典 « Grand dictionnaire de caractères chinois »), publié de 1986 à 1993, avec 54 678 caractères vedettes. Ces deux dictionnaires utilisent un système de 200 radicaux.
Ces dernières années, l'informatisation du chinois a permis aux lexicographes de créer des dianzi cidian (電子詞典/电子词典 « dictionnaires électroniques ») utilisables sur les ordinateurs, les PDA, etc. Il existe des systèmes propriétaires, tels que le logiciel Wenlin pour l'apprentissage du chinois, et il existe également des dictionnaires gratuits disponibles en ligne. Après que Paul Denisowski ait lancé le projet bénévole CEDICT (dictionnaire chinois-anglais) en 1997, celui-ci est devenu une base de données de référence standard. Le CEDICT sert de base à de nombreux dictionnaires de chinois sur Internet, et est inclus dans la base de données Unihan.

## Dictionnaires spécialisés
Les maisons d'édition chinoises impriment divers types de zhuanke cidian (專科詞典 / 专科词典, « dictionnaire spécialisé »). Une bibliographie de dictionnaire chinois (Mathis et al. 1982) répertorie plus de 130 catégories de sujets, depuis « Abréviations, Comptabilité » jusqu'à « Vétérinaire, Zoologie ». Les exemples suivants se limitent aux dictionnaires spécialisés de quelques domaines représentatifs.

### Chinois ancien
Les dictionnaires de chinois ancien donnent des définitions, en chinois moderne, des caractères et des mots utilisés dans la littérature chinoise pré-moderne (avant 1911). Ils sont généralement organisés par pinyin ou par radicaux Zihui, et donnent des définitions par ordre d'antiquité (du plus ancien au plus récent) lorsque plusieurs définitions existent. Des citations illustrent chaque signification répertoriée. Celles-ci sont généralement choisies dans la littérature classique pré-Han lorsque c'est possible, ce qui n'est pas le cas lorsque la définition est apparue ultérieurement. Les dictionnaires destinés aux historiens, linguistes et autres spécialistes de l'époque classique fournissent parfois également des indications phonétiques fanqie en chinois médiéval ou des groupes de rimes chinoises anciennes, ainsi que des formes d'écriture de style bronze ou en écriture ossécaille.
Alors que les dictionnaires publiés en Chine continentale destinés à être étudiés ou consultés par des lycéens ou étudiants sont généralement imprimés en chinois simplifié, les dictionnaires destinés à la recherche savante sont en chinois traditionnel.

### Dialectes
Il y a vingt siècles, le Fangyan était le premier dictionnaire spécialisé chinois. La traduction anglaise habituelle du fangyan (方言 lit. « parole régionale ») est « dialecte », mais la situation linguistique en Chine est particulièrement complexe. Au sens que prend le mot «dialectal» dans les langues européennes, le chinois a ses dialectes mandarin, mais le fangyan signifie également « langues non-mandarin, variétés régionales de chinois mutuellement inintelligibles », comme le cantonais et le hakka. Certains linguistes comme John DeFrancis préfèrent la traduction « topolectes », qui sont très similaires à des langues indépendantes. Le Dictionnaire de mots fréquemment utilisés de la langue minnan de Taïwan est un dictionnaire en ligne de hokkien taïwanais. Voici quelques exemples généraux de fangyan cidian (方言词典 "topolect dictionary").
- Département de chinois de l'Université de Pékin. Hanyu Fangyin Zihui (汉语方言字汇 « Un lexique de topolectes chinois ») Pékin: Wenzi Gaige Chubanshe. 1962.
- Département de chinois de l'Université de Pékin. Hanyu fangyan cihui (汉语方言词汇 « Un lexique de topolectes chinois »). Pékin: Wenzi Gaige Chubanshe. 1964.
- Xu Baohua 许宝华 et Miyata Ichiroo 宫田一郎, éds. Hanyu fangyan da cidian (汉语方言大词典 « Grand dictionnaire de topolectes chinois »). Pékin: Zhonghua Shuzhu. 1999.
- Zhan Bohui 詹伯慧, éd. Xiandai Hanyu fangyan da cidian (现代汉语方言大词典 « Grand dictionnaire de topolectes chinois modernes »). Qianjiang: Hubei Renmin Chubanshe. 2002.

### Expressions idiomatiques
Le chinois a cinq mots traduisibles par le mot « idiome »: chengyu (成语 « expression fixe; idiome »), yanyu (諺語 / 谚语 « proverbe; parole populaire, maxime; idiome »), xiehouyu (歇後語 / 歇后语 « aposiopèse »), xiyu (習語 / 习语 « idiome »), et guanyongyu (慣用語 / 惯用语 « expression fixe; idiome; locution »). Certains dictionnaires modernes pour les idiomes sont :
- Li Yihua 李一华 et Lu Deshen 吕德申, éds. Hanyu chengyu cidian (汉语成语词典 « Un dictionnaire d'idiomes chinois »). Sichuan Cishu Chubanshe. 1985.
- Wang Qin 王勤, éd. Fenlei Hanyu chengyu da cidian (分类汉语成语大词典 « Grand dictionnaire d'idiomes chinois en catégories »). Shandong jiaoyu. 1988.
- Li Xingjian 李行健, éd. Xiandai Hanyu chengyu guifan cidian (现代汉语成语规范词典 « Un dictionnaire standard d'idiomes chinois modernes »). Changqun Chubanshe. 2000.
- Zhang Yipeng 张一鹏, éd. Yanyu da dian (谚语大典 « Un dictionnaire de proverbes »). Shanghai: Hanyu dacidian Chubanshe. 2004.
- Wen Duanzheng 温端政. Zhongguo yanyu da quan (中国谚语大全 « Une collection complète de proverbes chinois »), 2 vol. Shanghai: Shanghai Cishu. 2004.

### Mots d'emprunt
La langue chinoise a adopté quelques mots à des langues étrangères (外來詞 / 外来词 / wailaici, « emprunts ») pendant la dynastie Han, en particulier après l'exploration de Zhang Qian des régions occidentales. De nombreux termes et concepts bouddhistes ont été adoptés par les Chinois lorsque le bouddhisme chinois a commencé à prospérer dans les dynasties du Sud et du Nord. Dans la deuxième partie du XIXe siècle, après que les puissances occidentales eurent forcé les portes de la Chine, de nombreux mots d'emprunt sont entrés en chinois, dont beaucoup via la langue japonaise. Si certains de ces emprunts à l'étranger sont devenus obsolètes, d'autres sont devenus des termes indispensables dans le vocabulaire moderne.
- Cen Qixiang 岑麒祥 ed. Hanyu Wailaiyu Cidian (汉语外来语词典 « Dictionnaire des mots d'emprunt en chinois »). Beijing: Commercial Press. 1990.
- Liu Zhengtan 劉正談, et al. eds. Hanyu Wailaici Cidian (漢語外來詞詞典 « Dictionnaire des mots d'emprunt en chinois »). Hong Kong: Commercial Press; Shanghai: Shanghai cishu chubanshe. 1985.
- Shi Youwei 史有为, ed. Hanyu wailaici (汉语外来词 « Mots d'emprunt en chinois »). Beijing: Commercial Press. 2000.

### Littérature en langue vernaculaire
Le XXe siècle a vu le progrès rapide des études des lexiques trouvés dans la littérature vernaculaire chinoise, qui inclut des romans, des drames et de la poésie. Parmi les travaux importants dans ce domaine, citons :
- Zhang Xiang 張相, Shiciqu Yuci Huishi (詩詞曲語辭匯釋 « Une compilation et explication de termes spéciaux trouvés dans la poésie classique et les drames »). Ouvrage pionnier dans le domaine, achevé en 1945 mais publié à titre posthume en 1954 à Shanghai par Zhonghua Book Company et fréquemment réédité.
- Jiang Lihong 蔣禮鴻, Dunhuang Bianwen Ziyi Tongshi (敦煌變文字義通釋 « Un glossaire complet de termes spéciaux trouvés dans le genre de bianwen de Dunhuang »), édition révisée et augmentée avec suppléments. Shanghai guji chubanshe, Shanghai, 1997. Publié pour la première fois en 1962.
- Wang Ying 王锳, Shiciqu Yuci Lishi (诗词曲语辞例释 « Explications des termes spéciaux trouvés dans la poésie classique et les drames, illustrés par des exemples »), 2e édition révisée et augmentée. Pékin: Zhonghua Book Company. 2005. Première publication en 1980.
- Gu Xuejie 顧學頡 et Wang Xueqi 王學奇, Yuanqu Shici (元曲釋詞 « Explication des termes spéciaux trouvées dans les opéras Yuan »). Pékin: Zhongguo shehui kexue chubanshe. 1983–1990. 4 volumes.
- Wang Ying 王锳, Tangsong Biji Yuci Huishi (唐宋笔记语辞汇释 « Compilation et explications des termes spéciaux trouvés dans le genre de biji des dynasties Tang et Song »), édition révisée. Pékin: Zhonghua Book Company. 2001. Publié pour la première fois en 1990.
- Wang Ying 王锳, Songyuanming Shiyu Huishi (宋元明市语汇释 « Compilation et explications de l'argot utilisés dans les dynasties Song, Yuan et Ming »). Guiyang: Guizhou renmin chubanshe. 1997.
- Fang Linggui 方龄贵, Gudian Xiqu Wailaiyu Kaoshi Cidian (古典戏曲外來语考释词典 « Un dictionnaire de mots d'emprunt dans les drames classiques »). Shanghai: Hanyu da cidian chubanshe; Kunming: Yunnan daxue chubanshe. 2001. Publié pour la première fois en 1991 sous le nom de Yuanming Xiqu Zhong De Mengguyu (元明戲曲中的蒙古語 « Expressions mongoles en drames Yuan et Ming ») par Shanghai: Hanyu dacidian chubanshe. Couvrant principalement les mots de prêt sous forme mongole.

### Apprentissage du chinois
En utilisant la linguistique du corpus et des listes de caractères chinois classés par fréquence d'utilisation (par exemple la Liste des caractères couramment utilisés en chinois moderne ), les lexicographes ont compilé des dictionnaires pour les étudiants du chinois comme langue étrangère. Ces dictionnaires chinois spécialisés sont disponibles soit en tant que modules complémentaires à des publications existantes comme Yuan (2004) et Wenlin, soit sous forme de publications spécifiques telles que :
- Fenn, Courtenay H. et Hsien-tseng Chin. 1926. The Five Thousand Dictionary; A Chinese-English Pocket Dictionary (en) (Le dictionnaire des cinq mille, un dictionnaire de poche chinois-anglais), Mission Book Company. 1942. rév. Éditeur américain. Harvard University Press. 1973. 13e réimpression.
- Huang, Po-fei. 1973. IFEL Vocabulary of Spoken Chinese (Vocabulaire IFEL du chinois parlé), Yale University Far Eastern Publications.
- Liu, Eric Shen. Frequency dictionary of Chinese words (Linguistic structures) (Dictionnaire de fréquence des mots chinois (structures linguistiques)), Mouton, 1973.
- Ho, Yong. 2001. Chinese-English Frequency Dictionary: A Study Guide to Mandarin Chinese's 500 Most Frequently Used Words (Dictionnaire fréquentiel chinois-anglais: guide d'étude des 500 mots les plus fréquemment utilisés du chinois mandarin), Hippocrene Books. (Image de couverture)
- Burkhardt, Michael, TPS Frequency Dictionary of Mandarin Chinese: A Study Guide to 2,500 Characters and Over 24,000 Words and Phrases (Dictionnaire fréquentiel du chinois mandarin : guide d'étude de 2500 caractères et de plus de 24000 mots et expressions), Lulu Press, Raleigh, Caroline du Nord, 2010.

## Déficiences de la lexicographie traditionnelle chinoise
Victor H. Mair énumère les huit problèmes suivants de la lexicographie traditionnelle chinoise, dont certaines se sont poursuivies jusqu'à nos jours: (1) la confusion persistante de la parole avec le graphique écrit; (2) le manque de science étymologique par opposition à l'analyse de l'écriture; (3) l'absence du concept de mot; (4) l'ignorance des développements historiques de l'écriture dans l'ossécaille et le style bronze ; (5) l'absence de moyen précis, non ambigu et commode pour spécifier les prononciations; (6) l'absence de moyen normalisé et convivial pour rechercher des mots et des graphiques; (7) le manque de distinction linguistique entre les registres vernaculaires et littéraires, ou entre des usages propres à différentes régions et époques; et (8) le caractère ouvert du système d'écriture, avec des dictionnaires de caractères non abrégés actuels contenant 60 000 à 85 000 graphiques.

### Ouvrages généraux
- (en) James Boswell, The Life of Samuel Johnson, Isaac Pitman & Sons, 1907 (lire en ligne)
- (en) Grace Wan, A Guide to Gwoyeu Tsyrdean, Chinese Materials and Research Aids Service Center, Cheng Wen Publishing Co., Ltd., 1969 (ASIN B01KWNM1GU, lire en ligne)
- (en) Sandra Hixson et Mathias James, A Compilation of Chinese Dictionaries, New Haven, Far Eastern Publications, 1975 (ISBN 9780887100208)
- (en) Bernhard Karlgren, Grammata Serica Recensa, Stockholm, Museum of Far Eastern Antiquities, 1957.
- (en) Victor H. Mair, The Need for an Alphabetically Arranged General Usage Dictionary of Mandarin Chinese: A Review Article of Some Recent Dictionaries and Current Lexicographical Projects, University of Pennsylvania, 1986 (lire en ligne)
- (en) Victor H. Mair et William H. Nienhauser Jr. (dir.), The Indiana Companion to Traditional Chinese Literature, vol. 2, SMC Publishing, 1998 (ISBN 9780253334565), « Tzu-shu 字書 or tzu-tien 字典 (dictionaries) », p. 165-172
- (en) Mathias James, Thomas Creamer et Sandra Hixson, Chinese Dictionaries: An Extensive Bibliography of Dictionaries in Chinese and Other Languages, Westport (Connecticut), Greenwood Press, 1982 (ISBN 0-313-23505-8)
- (en) Endymion Wilkinson, Chinese History: A New Manual, Harvard University Press, Harvard-Yenching Institute Monograph Series 84, 2013 (ISBN 0674002474)
- (en) Xinhua, « 400 million copies of Chinese-character dictionary », People's Daily online,‎ 13 février 2004 (lire en ligne)
- (en) Xue Shiqi, « Chinese Lexicography Past and Present », Dictionaries: Journal of the Dictionary Society of North America, vol. 4,‎ 1982 (DOI 10.1353/dic.1982.0009, lire en ligne)
- (en) Paul Fu-mien Yang, Chinese Lexicology and Lexicography: A Selected and Classified Bibliography, Hong Kong, Chinese University Press, 1985 (ISBN 962-201-312-0)
- (en) Timothy Uy et Jim Hsia Hsia, Webster's Digital Chinese Dictionary(Chinese, Pinyin, Bopomofo to English; e-Book PDF format), Merriam-Webster, 2009 (lire en ligne)

### Dictionnaires bilingues
Dictionnaires chinois-anglais
Par ordre de parution :
- (en) Robert Morrison, A dictionary of the Chinese language, Macao, East India Company, 1832 (6 volumes parus de 1815 à 1823). Partie 1: Chinese and English arranged according to the radicals (physiquement en deux volumes : 1, 2); Partie 2: Chinese and English arranged alphabetically; Partie 3: English and Chinese.
- (en) Walter Medhurst, A Dictionary of the Hok-këèn Dialect of the Chinese Language: According to the Reading and Colloquial Idioms: Containing about 12,000 Characters, Macao, East India Company, 1832 (réédité en 2006 par Ganesha  (ISBN 1-86210-067-5)
- (en) Walter Medhurst, Chinese and English dictionary: Containing all the words in the Chinese imperial dictionary, arranged according to the radicals, Batavia (Indes néerlandaises), Parapattan, 1842
- (en) Samuel Williams, A Syllabic Dictionary of the Chinese Language, arranged according to the Wu-fang yuan yin, with the pronunciation of the characters as heard in Peking, Canton, Amoy and Shanghai, Shanghai, American Presbyterian Mission Press, 1874 (réédition Ganesha, 2001,  (ISBN 1-86210-021-7)
- (en) Herbert A Giles, A Chinese–English Dictionary, Shanghai, Kelly & Walsh, 1892 (réédité : 1912).
- (en) Robert H. Mathews, Mathews' Chinese–English Dictionary, Shanghai, Presbyterian Mission Press, 1931 (réédité en 1943, édition revue et augmentée, par Harvard University Press, Cambridge (Massachusetts)).
- (en) Jerry Norman, Chinese, New York, Cambridge University Press, 1988 (ISBN 0-521-29653-6)
- (zh) Yuan Zhu et al., Pocket Oxford Chinese Dictionary, Oxford, Oxford University Press, 2004

Dictionnaires chinois-français
Par ordre de parution :
- (en) Séraphin Couvreur, Langue mandarine du Nord. Guide de la conversation français-anglais-chinois, contenant un vocabulaire et des dialogues familiers, Ho Kien Fou, impr. de la Mission catholique, 1886
- (en) Séraphin Couvreur, Dictionnaire chinois-français, Ho Kien Fou, impr. de la Mission catholique, 1890
- Auguste Debesse, Petit dictionnaire français-chinois, Shanghaï, impr. de la Mission catholique, orphelinat de T'ou-sè-wè,1900
- Auguste Debesse, Petit dictionnaire chinois-français, Shanghaï, impr. de la Mission catholique, orphelinat de T'ou-sè-wè,1901
- (en) Séraphin Couvreur, Dictionnaire français-chinois contenant les expressions les plus usités de la langue mandarine, Ho Kien Fou, impr. de la Mission catholique, 1908
- (en) Séraphin Couvreur, Dictionnaire classique de la langue chinoise, Sien-Hsien, impr. de la Mission catholique, 1930
- (en) Eugène Zsámár s.j., Yves Raguin s.j., Claude Larre s.j., Jean Lefeuvre s.j. et al., Le Grand Dictionnaire Ricci de la langue chinoise, Paris, Desclée de Brouwer, 2001 (ISBN 2-220-04667-2).

### Dictionnaires monolingues
Par ordre de parution :
- (zh) Xu Yuan'gao 徐元誥, Zhongwen Da Zidian (中華大字典 "Comprehensive Chinese-Character Dictionary"), Shanghai, Zhonghua,‎ 1915 (4 volumes).
- (zh) Lu Erkui 陸爾奎, Ciyuan (辭源 "Sources of Words"), Shanghai, Commercial Press,‎ 1915 (réédité en 1939).
- (zh) Shu Xincheng 舒新城, Cihai (辭海 "Sea of Words"), Shanghai, Zhonghua,‎ 1936 (3 volumes)
- (zh) Zhongguo cidian bianzuanchu (中國辭典編纂處, "Bureau de compilation du dictionnaire chinois"), Guoyu cidian (國語辭典 "Dictionnaire de la langue nationale"), Shanghai, Commercial Press,‎ 1937 (8 volumes)
- (en) Yuen Ren Chao et Lien-sheng Yang, Concise Dictionary of Spoken Chinese, Cambridge (Massachusetts), Harvard University Press, 1947 (ISBN 0674123506)
- (zh) Wei Jiangong 魏建功, Xinhua zidian (新华字典 "New China Dictionary"), Beijing, Commercial Press,‎ 1953 (10e réédition révisée par Commercial Press, Beijing, 2004,  (ISBN 7-100-03931-2)
- (zh) Liang Shiqiu et Zhang Fangjie [Chang Fang-chieh] 張芳杰, Far East Chinese–English Dictionary, Taipei, Far East Book Co,‎ 1971 (ISBN 9576124638)
- (zh) Lin Yutang, Lin Yutang's Chinese–English Dictionary of Modern Usage, Hong Kong, Chinese University of Hong Kong, 1972
- (zh) Lu Shuxiang 吕叔湘, Xiandai Hanyu cidian (现代汉语词典 "The Contemporary Chinese Dictionary"), Beijing, Commercial Press,‎ 1973 (ISBN 7100034779)
- (zh) Liang Shiqiu 梁實秋, Far East English–Chinese Dictionary, Taipei, Far East Book Co,‎ 1975 (ISBN 9576120411)
- (zh) Hanyu da zidian bianji weiyuanhui 汉语大字典编辑委员会 (Comité d'édition du dictionnaire chinois), Hanyu da zidian (汉语大字典 , "Comprehensive Dictionary of Chinese Characters"), Wuhan, Hubei cishu chubanshe,‎ 1986 (8 volumes parus de 1986 à 1989).
- (zh) Luo Zhufeng 羅竹風, Hanyu da cidian (汉语大词典 "Comprehensive Dictionary of Chinese"). 12 volumes., Shanghai, Cishu chubanshe,‎ 1986 (ISBN 7543200139) (12 volumes parus de 1986 à 1994).
- (en) John DeFrancis, The ABC [Alphabetically Based Computerized] Chinese–English Dictionary, Honolulu, University of Hawaii Press, 1996 (ISBN 082482766X)
- (zh) Wang Li et et al., 王力古漢語字典 編寫組 (王力 張雙棣 蔣紹愚 何九盈 曹先擢 唐作藩 郭錫良) 王力古漢語字典 Wang Li Guhanyu Zidian., Beijing, Zhonghua Publishing House,‎ 2000 (ISBN 7-101-01219-1)

### Dictionnaires chinois en ligne

#### Chinois-Français
- Han Trainer Dictionnaire chinois-français permettant des recherches par index (liste des mots)
- Hanzidico, dictionnaire chinois-français-anglais permettant des recherches par caractères chinois (simplifiés et traditionnels), par pinyin, par mot français ou anglais. Le site Hanzidico permet également la reconnaissance de caractères chinois dessinés à la souris.
- Dictionnaire chinois (mandarin) français recherche en chinois, pinyin ou français.
- Dictionnaire chinois-anglais de l'Université Yale
- Recherche multi-dictionnaires chinois-français permettant de dessiner un caractère chinois avec la souris

#### Chinois-Anglais
- Chinese English Dictionary for Learners
- Chinese Tools Dictionary
- Chinese Notes - open source Chinese-Dictionary
- LINE English-Chinese Dictionary
- Chinese-English Dictionary Omegadict
- WrittenChinese.Com Free Online Chinese-English Dictionary Search results are ranked by frequency of occurrence in everyday Chinese text.
- LearnchineseOK.com Directory of online Chinese dictionaries
- Stroke Order Animation & Dictionary Arch Chinese
- Chinese–English altogether 155941 entries.
- websaru Online Chinese–English Dictionary (and other tools for learning Chinese)
- YellowBridge Chinese Dictionary Similar to the previous site, but more centered on Chinese culture
- DICT.TW 線上字典, Online Dictionary (Taiwan)
- CEDICT: Chinese–English Dictionary, Mandarintools
- Chinglish: Chinese–English Dictionary
- Chinese-Character Dictionary Web, Rick Harbaugh
- Lin Yutang's Chinese–English Dictionary of Modern Usage, Chinese University of Hong Kong
- Linguabot.com a Creative Commons licensed dictionary based on Wikipedia article titles
- Malay Chinese Dictionary
- Tasty Mantou Chinese Online dictionary with over 2 million entries and translated examples.
- Zhonga.org Chinese Dictionary Chinese-English and English-Chinese dictionary with handwriting recognition, character evolution information, pronunciation and video examples.
- English <> Chinese Dictionary A minimalistic and bidirectional English-Chinese dictionary

#### Chinois monolingue
- Atlas Sémantiques : Clique (graph theory) based visual dictionary
- 康熙字典網上版, Kangxi zidian (in Chinese)
- 王力古漢語字典
- CTP Dictionary Classical Chinese-character usage dictionary
- bab.la a Wikipedia-style language portal